# Serjania grandis
Serjania grandis är en kinesträdsväxtart som beskrevs av Berthold Carl Seemann. Serjania grandis ingår i släktet Serjania och familjen kinesträdsväxter. Inga underarter finns listade i Catalogue of Life.